# زندگی مصنوعی
حیات مصنوعی (Artificial life) عبارت است از مطالعه حیات و به‌ویژه بررسی آثار و جنبه‌های تکامل حیات با بهره‌گیری از مدل‌های مصنوعی. به بیان دیگر حیات مصنوعی رشته‌ای است که به مطالعه ویژگیهای طبیعت و زندگی می‌پردازد. نه فقط زندگی که ما آن را می‌شناسیم بلکه زندگی که می‌تواند روی زمین، داخل کامپیوترها، یا جای دیگر باشد.

## رشته حیات مصنوعی
رشتهٔ حیات مصنوعی رشته‌ای است وابسته به ارزیابی سیستم‌های مرتبط با حیات، پردازش‌های آنها و تکامل آنها از طریق شبیه‌سازی به وسیله مدلهای کامپیوتری، رباتیک و بیوشیمی. ۳ نوع حیات مصنوعی داریم که با توجه به اهداف و زمینه کارشان به نامهای نرم (برگرفته از نرم‌افزار)، سخت (برگرفته از سخت‌افزار) و خیس (برگرفته از بیوشیمی) نامگذاری شده‌اند. در واقع حیات مصنوعی تقلید زیست‌شناسی سنتی به وسیله بازآفرینی پدیده‌های زیستی است. کلمه حیات مصنوعی غالباً برای بخش نرم آن به کار می‌رود.

## نگاه کلی
حیات مصنوعی منطق سیستم‌های زنده در محیطهای مصنوعی را مطالعه می‌کند. هدف، مطالعهٔ پدیده‌های سیستم‌های زنده به منظور دستیابی به یک شناخت دقیق از پردازش پیچیده
اطلاعاتی است که معرف چنین سیستم‌هایی هستند.

## فلسفه
در حال حاضر تعریف مشترک پذیرفته شده برای زندگی هیچ حیات مصنوعی شبیه‌سازی شده‌ای را که واقعاً زنده باشد در نظر ندارد. دو دیدگاه در مورد این رشته برجسته تر است:
حیات مصنوعی قوی: با این تعریف که زندگی فرایندی است که می‌تواند مستقل از هر واسطه‌ای وجود داشته باشد.
حیات مصنوعی ضعیف: که امکان ایجاد فرآیندهای حیاتی را بیرون از یک محلول شیمیایی انکار می‌کند. در عوض، این محققان تلاش می‌کنند فرایندهای حیات را شبیه‌سازی کنند تا مکانیزم‌های اصلی پدیده‌های زیستی را درک کنند.

## روش‌ها
نظریه اتوماتای سلولی که در آغاز بیشتر مورد استفاده بوده، و امروز نیز به دلیل توسعه پذیری آسان و قابلیت موازی سازی آن گه گاه استفاده می‌شود.
شبکه‌های عصبی مصنوعی(Artificial Neural Network - ANN) یا به زبان ساده‌تر شبکه‌های عصبی سیستم‌ها و روش‌های محاسباتی نوینی هستند برای یادگیری ماشینی، نمایش دانش، و در انتها اعمال دانش به دست آمده در جهت بیش‌بینی پاسخ‌های خروجی از سامانه‌های پیچیده. ایده اصلی این گونه شبکه‌ها (تا حدودی) الهام‌گرفته از شیوهٔ کارکرد سیستم عصبی، برای پردازش داده‌ها، و اطلاعات به منظور یادگیری و ایجاد دانش است. عنصر کلیدی این ایده، ایجاد ساختارهایی جدید برای سامانهٔ پردازش اطلاعات است. این سیستم از شمار زیادی عناصر پردازشی فوق‌العاده بهم‌پیوسته با نام نورون تشکیل شده که برای حل یک مسئله با هم هماهنگ عمل می‌کنند.
با استفاده از دانش برنامه‌نویسی رایانه می‌توان ساختار داده‌ای طراحی کرد که همانند یک نورون عمل نماید. سپس با ایجاد شبکه‌ای از این نورون‌های مصنوعی به هم پیوسته، ایجاد یک الگوریتم آموزشی برای شبکه و اعمال این الگوریتم به شبکه آن را آموزش داد. اگر یک شبکه را هم‌ارز با یک گراف بدانیم، فرایند آموزش شبکه تعیین نمودن وزن هر یال و bias اولیهٔ خواهدبود.